# 本庄季郎
本庄季郎（日语：本庄季郎，1901年8月6日—1990年）是昭和時期隸屬三菱重工的日本航空工程師。

## 經歷
在1930年代期間，本庄季郎因應日本帝國海軍的需求，開始設計軍用飛機。1933年本庄季郎所開發的試驗機八試特偵獲得成功後，便以此為基礎設計出具可遠距離飛行、量產的九六式陸上攻擊機。之後以先前九六式陸上攻擊機的經驗，另開發出性能更進一步的一式陸上攻擊機於二次大戰使用。
二次大戰結束後，因日本為戰敗國而三菱集團被要求不可再製造軍用飛機，本庄季郎在集團下改轉換開發民生方面的用品。其中曾設計出套用航空力學技術、外觀由杜拉鋁製名為「十字號」的腳踏車。而往後本庄季郎也曾前至防衛大學校擔任教授。
本庄季郎在晚年時曾參與過1977年第一屆日本國際鳥人錦標賽活動。當時由參賽選手岡良樹操控、本庄季郎負責設計的滑翔翼拿下該屆的優勝。